# Меринг, Зигмар
Зигмар Меринг (нем. Sigmar Mehring; 13 апреля 1856, Бреслау — 10 декабря 1915, Берлин) — немецкий писатель-публицист и переводчик. Работал редактором в издававшемся в Берлине сатирическом журнале «Ульк» и являлся членом Союза берлинской прессы. Отец писателя Вальтера Меринга.
В 1895 году женился на певице Пражского королевского театра Хедвиге Штейн (Лёвенштейн). В 1896 году в Берлине у супругов родился сын Вальтер Меринг.